# La séptima cruz
La séptima cruz es una novela de Anna Seghers sobre la fuga de siete prisioneros de un campo de concentración nazi.
El primer capítulo apareció en la revista moscovita Literatura Internacional en 1939.  En 1942, la novela completa fue publicada en inglés en los Estados Unidos y en alemán en el exilio por el editor mexicano El Libro Libre. La editorial angloamericana Little, Brown and Company asumió un gran riego al producir una gran tirada de 600.000 ejemplares, pero fue un éxito.  También se publicó una versión como historieta en Estados Unidos en 1942.  Debido a que fue impresa en numerosos periódicos estadounidenses, probablemente llegó a 20 millones de lectores en ese momento. En 1944, se publicó una edición revisada y abreviada para los soldados estadounidenses enviados al teatro de guerra europeo.  Posteriormente, Anna Seghers continuó narrando la vida de algunos personajes de la novela en cuentos (Das Ende, Die Saboteure, Vierzig Jahre der Margarete Wolf)
La primera versión alemana de la novela visual se publicó con el nombre de Anna Seghers/ William Sharp: Das siebte Kreuz. Mit Originalillustrationen von 1942. 
Anna Seghers comenzó a escribir la novela en 1938, mientras se encontraba exiliada en el sur de Francia. En marzo de 1941 logró llegar a la Ciudad de México con su familia vía Martinica, Nueva York y Veracruz.Como no pudo realizar ninguna investigación sobre los lugares de la novela, utilizó como escenario una región que conocía como nativa de Maguncia El campo de concentración de Osthofen en el que se basó, estaba ubicado en una fábrica en desuso cerca de Worms. 

## Trama
Un lunes a principios de octubre de 1937, Franz Marnet sale de la granja de sus familiares en el Taunus para ir a trabajar a la fábrica Höchst. Se entera de que varios prisioneros se han fugado del campo de concentración de Westhofen y se pregunta si su antiguo amigo Georg Heisler se encuentra entre ellos. Georg Heisler y otros seis prisioneros (Wallau, Beutler, Pelzer, Belloni, Füllgrabe y Aldinger) han de hecho podido escapar temprano en la mañana, en un brumoso día de otoño, durante una misión de trabajo fuera de su campo, después de golpear a un guardia. Son buscados con perros y reflectores. Al poco tiempo, Beutler recibe un disparo y es retornado al campo de prisioneros. Los demás fugitivos logran inicialmente eludir a los perseguidores. El comandante del campo, Fahrenberg, hace acordonar la zona y jura que capturará en siete días a todos los prisioneros fugados. Hace cortar las copas de siete plátanos y unir un travesaño a cada tronco a la altura de los hombros, de modo que se creen siete cruces, una para cada fugitivo. Todos los internos del campo sufren medidas punitivas draconianas. La Gestapo pronto se hace cargo de la investigación y un inspector y su colega se trasladan a una oficina de la administración del campo.
Georg se arrastra por la tubería de aguas residuales debajo de una pequeña fábrica y cruza un campo hacia el siguiente pueblo. Tiene que trepar por la pared de vidrio rota de una escuela de formación profesional y se lastima la mano izquierda. Roba la chaqueta de un estudiante de un cobertizo, lo que les da a sus perseguidores una marca de identificación. Para salir de este pueblo sin ser detectado, toma una pieza de máquina con un certificado de artículo para identificarse. Cuando llega a Buchenau, descansa y puede escapar a un patio. Debido a la persecución en curso, se están registrando todas las casas de la ciudad y él se esconde detrás de un montón de madera. Pelzer es capturado en las inmediaciones y al principio lo confunden con Georg, por lo que se detiene la búsqueda en este pueblo. Georg puede salir del pueblo sin ser molestado, quiere ir a Fráncfort del Meno a ver a su amada Leni. Pensar en ella lo había sostenido durante sus años de encarcelamiento. Mientras viaja en el vehículo de una cervecería, lo dejan en una carretera rural entre Oppenheim y Maguncia.
Desde el pueblo siguiente Georg llega a Maguncia en tranvía. Buscando refugio, entra en la catedral para dormir en un nicho. Su ropa de prisión desechada es encontrada al día siguiente, pero el sacerdote la quema. Al darse cuenta de que la lesión en su mano necesita atención médica, Georg va esa mañana al consultorio de un médico judío para recibir tratamiento, pero es observado y se da parte a la policía. El médico también es denunciado.
Georg baja por el Rin y cambia la chaqueta con un barquero, que es identificada como un rastro cuando quiere venderla esa noche. Continúa caminando con un pescador que se une a él y de repente se encuentra conducido a una península. Cuando un policía le interroga, huye, logra librarse de sus perseguidores y regresa a la ciudad a través de una zona de fábricas. Allí es día de mercado y convence a una vendedora para que le lleve en su camión. Esto lo deja detrás de Mainz-Mombach y Georg pasa la noche en un cobertizo. A la mañana siguiente se junta con un grupo de niños, logra cruzar con ellos el Rin en ferry y haciendo autoestop hasta Höchst y de allí a Fráncfort-Niederrad. Lleno de esperanza, llama a la puerta de Leni, pero ella ahora mantiene una relación con un nacionalsocialista, tiene un hijo y finge no reconocerlo. Rápidamente toma todo lo que puede comer y sale del departamento.
Mientras tanto, el suegro de Georg, Mettenheimer, está siendo interrogado por la Gestapo y ahora está bajo vigilancia constante. Su hija Elli, con quien Georg tiene un hijo pero lleva poco tiempo casada, también es citada y está bajo constante observación. Cuando por la noche recibe a un admirador, lo confunden con Georg, lo arrestan y lo golpean brutalmente. Impresionada por este incidente, la casera da su aviso. Sin embargo, se ve envuelta en una reunión conspirativa con un antiguo amigo en común, pero al final no puede ofrecerle ninguna ayuda.
En Worms, Wallau es traicionado por el conductor del tranvía Bachmann, que ya no pudo soportar la presión de la Gestapo. Las esposas de los dos hombres son amigas desde hace décadas y los Bachmann están al tanto de sus planes de fuga. La esposa y la hermana de Wallau son arrestadas y sus hijos son enviados a un reformatorio nacionalsocialista.
Después de seguir las vías del tranvía, Georg va a la casa que Belloni (que había muerto al caer mientras escapaba por los tejados tras recibir un disparo en los pies), que le había dado los datos de la misma en el campo de concentración. La señora Marelli, que confecciona trajes para los artistas de circo, le proporciona ropa y ocho marcos que Belloni le había dado de más. A partir de entonces, Georg viste un abrigo amarillento hasta el final de la novela. Un intento de contactarse con un viejo conocido fracasa. Para descansar, sigue a una prostituta hasta su habitación y se acuesta allí. Más tarde lo despiertan ruidos sospechosos y huye por la ventana.
Por la mañana, Georg es reconocido en un restaurante de comida rápida por dos antiguos conocidos, pero ambos deciden no denunciarlo a pesar de la elevada recompensa ofrecida. En la torre Eschenheimer de Fráncfort encuentra accidentalmente a Füllgrabe, quien quiere entregarse y convencer a Georg para que lo acompañe. Georg rechaza la petición y ahora, nuevamente solo, repasa mentalmente todos los contactos posibles restantes. Como sabe que todos los miembros de su familia están bajo vigilancia, tiene que recurrir a antiguos amigos y conocidos. Por motivos de seguridad no puede ir él mismo, sino que tiene que enviar a alguien delante y piensa en su viejo amigo Paul Röder.
Röder vive con su esposa en Bockenheim y está en casa. Georg es recibido calurosamente, pero no les dice inmediatamente que él es el fugitivo buscado por todas partes. Paul quiere ayudarlo e intenta ponerse en contacto con dos de los conocidos supuestamente dignos de confianza de Georg. Sin embargo, el primero ha sido arrestado poco antes y llevado a Westhofen, y el segundo niega conocer a Georg porque cree que Paul es un informante de la Gestapo. A causa de ello Röder lleva a Georg con su tía Katharina Grabber, propietaria de una empresa de transportes, quien contrata a Georg de mala gana, pero sin conocer su identidad, dándole así una cierta seguridad.
Aldinger, el mayor de los siete fugitivos, llega cerca de Wertheim sin ser molestado. Sin embargo, cuando está a la vista de su pueblo natal, sufre un ataque al corazón y su familia lo deja en casa y lo entierra en el pueblo.
Mientras tanto, Paul, con la ayuda de su antiguo compañero de trabajo y el comunista Fiedler, organiza alojamiento para Georg con el Dr. Kreß en Riederwaldsiedlung. Después de una noche de insomnio, la esposa de Fiedler finalmente llega con un sobre que contiene un pasaporte holandés falso y algo de dinero. Georg debe presentarse al día siguiente a las 5:30 en la barcaza Wilhelmine en el muelle del puente Kasteler en Maguncia. Kreß lo deja en Kostheim, Georg pasa el tiempo en el jardín de una posada y la noche con la mujer que servía allí.
A la mañana siguiente, Georg llega puntualmente al puente Kasteler. Le muestra al guardia su pasaporte y sube al barco.
Todos los demás fugitivos han sido capturados o están muertos. Fahrenberg hace atar a los prisioneros capturados a los plátanos que están tachonados con clavos. Wallau es asesinado a golpes por el teniente Bunsen y el Scharführer Zillich. Al final de los siete días, Fahrenberg y su ayudante Zillich tienen que abandonar el campo. Bajo la nueva dirección, los siete cruces son eliminadas inmediatamente. El cambio de comandante significa sólo una ligera reducción de la crueldad hacia los internos del campo, pero el hecho de que uno de ellos haya logrado escapar hace que las circunstancias sean un poco más llevaderas para ellos. Se sugiere que Fahrenberg pudo haberse suicidado después de su deposición.

## Análisis
Cada uno de los siete refugiados con sus diferentes profesiones y biografías representa una clase social, ocupación o posición política.  Los representantes del nacionalsocialismo, especialmente el comandante del campo Fahrenberg, también encarnan actitudes políticas en la Alemania nazi. Junto con los personajes periféricos de la novela, se crea una muestra representativa de la sociedad de esa época.
En las dos primeras páginas y en la última, un preso anónimo informa exclusivamente en forma de “nosotros”, recordando la impresión que los acontecimientos en la parte principal causaron en los reclusos; estas partes asumen la función de prólogo y epílogo. En la parte principal, un narrador omnisciente describe en siete capítulos la fuga de siete días de Heisler, que sólo tuvo éxito porque, a pesar de su coraje, Heisler no es un individualista como los otros fugitivos, sino que, como comunista, encuentra el apoyo de sus camaradas en el metro. Pero también le ayudan en su huida alemanes de buena voluntad, que no están políticamente organizados. Sin embargo, bajo la presión del tiempo, cada una de estas personas debe considerar los peligros que surgirían para ellos y su familia si son descubiertos y sopesarlos contra la humanidad, la confianza, la voluntad de ayudar y la solidaridad. Los informantes y los testigos intimidados y amenazados por la Gestapo también tienen que decidir cuánto de sus conocimientos revelarán y en qué medida se exponen al estado injusto.
Para los prisioneros del campo de concentración, a pesar de todo el trato cruel por parte del comandante y de los seis refugiados muertos, su evidente fracaso es un signo de esperanza. El libro termina con una frase desde el punto de vista de los prisioneros: "Todos sentimos cuán profunda y terriblemente las fuerzas externas pueden llegar al interior de las personas, pero también sentimos que había algo en el fondo que era inexpugnable e invulnerable".
El motivo cristiano de la crucifixión es invertido: la salvación consiste en que la cruz de Georg Heisler permanezca vacía.

## Contexto histórico
La interpretación de Anna Segher de Westhofen se basa en informes de prisioneros del campo de concentración de Sachsenhausen  El nombre "Westhofen" alude al campo de concentración de Osthofen, una ciudad vecina de Westhofen en el distrito de Alzey-Worms, en Renania-Palatinado. Sin embargo, el campo de concentración de Osthofen ya había sido disuelto en 1934.  La verdadera fuga de Max Tschornicki del campo de concentración de Osthofen pudo haber servido de modelo.
Con su novela, Seghers quería mostrar que los prisioneros podían escapar de un campo de concentración con la ayuda de personas de ideas afines, que en la Alemania de Hitler se combatía el fascismo y que los nacionalsocialistas no eran todopoderosos.

## Recepción
En la RDA también se hablaba de la novela La séptima cruz como lectura obligatoria en las clases de alemán en las escuelas secundarias, especialmente desde que Anna Seghers fue presidenta de la Asociación de Escritores Alemanes en la RDA de 1952 a 1978. La séptima cruz fue la única obra de una mujer incluida en la biblioteca de 100 libros de ZEIT, y también forma parte de la biblioteca escolar de ZEIT En 1988, Marcel Reich-Ranicki la describió como una obra maestra de la literatura alemana y la novela alemana más importante sobre la vida durante el Tercer Reich  y la incluyó en su canon de literatura alemana publicado en 2002. 
La séptima cruz fue seleccionada para la novena temporada de la serie de eventos Frankfurt liest ein Buch, que tuvo lugar del 16 al 29 de abril de 2018 en la zona del Rin-Meno

## Adaptaciones

### Cine
El director Fred Zinnemann, originario de Austria y emigrado a Estados Unidos, filmó en Estados Unidos La séptima cruz en 1944 (título original: The Seventh Cross). El papel de Georg Heisler fue interpretado por Spencer Tracy. Otros actores fueron Signe Hasso (Toni), Jessica Tandy (Liesel Roeder), Agnes Moorehead (Madame Marelli) y Hume Cronyn, que recibió una nominación al Oscar al mejor papel secundario en 1945 por su papel de Paul Roeder. 

### Radio
En 1955, Hedda Zinner adaptó el material a una obra de radio en la RDA, en la que, entre otras cosas... a. Participaron Willy A. Kleinau, Harry Hindemith, Franz Kutschera, Ernst Kahler, Paul Streckfuß, Aribert Grimmer, Horst Preusker, Werner Pledath, Horst Schönemann, Paul Lewitt y Gerry Wolff 

### Música
- Hans Werner Henze compuso su Sinfonía N.° 9 (1995-1997) basada en motivos de la novela La séptima cruz [10]
- El compositor suizo Marc Kilchenmann compuso la Tetralogía de Seghers para flauta travesera y cuarteto de cuerda basada en la novela: N°1: Cada nuevo paso es siempre sólo el penúltimo, N°2: Estar juntos ahora, en cualquier infierno, N°3: No había nada correcto en él, pero su mirada era correcta, #4: Bajo el mismo peligro, en el mismo viento fresco. [11]